# 黑桐谷歌
黑桐谷歌（1987年—），本名郇明哲，出生于新疆乌鲁木齐，现定居于四川成都，中国大陆知名网络播客，游戏娱乐解说人，原创游戏攻略视频制作人，Bilibili2019百大UP主。大学就读于天津城市建设学院，大三暑假后辍学，开始制作游戏攻略视频至今。网络上主要活跃于优酷和Bilibili。
曾在斗鱼TV进行直播解说，由于黑桐谷歌将视频投稿到Bilibili，2015年2月，斗鱼TV以黑桐谷歌的视频投稿为名起诉了Bilibili，后来斗鱼撤诉。黑桐谷歌指责斗鱼TV进行舆论攻击并与斗鱼TV解约。
除了游戏解说和游戏视频攻略制作，黑桐谷歌还在游戏《巫师之昆特牌》中参与了中文版配音的工作。以及出镜作为《赛博朋克2077》游戏内的视觉广告之一。